# Motorola 68012
De Motorola 68012 is een 32-bit microprocessor in de 68000-familie van de Amerikaanse elektronicaproducent Motorola, waarvan de halfgeleidertak in 2004 werd verzelfstandigd als Freescale Semiconductor. Motorola bracht de processor op markt begin jaren 80. De Motorola 68012 is programmatorisch compatibel met de 68010 en heeft ook dezelfde functionaliteiten en faciliteiten.
De 68012 heeft ten opzichte van de 68010 een van 24 bits tot 31 bits uitgebreide adresbus, waardoor de 68012 2 GB fysiek geheugen kan adresseren. Het uitbreiden van de geheugenruimte zorgde voor een probleem voor programma's die de hoogste byte van een adres gebruikten om gegevens op te slaan. Ook bij de Motorola 68020 bestond dit probleem.
De 68012 heeft een RMC (Read-Modify-write Cycle) indicator-bit welke het ontwerpen van multiprocessorsystemen met virtueel geheugen vergemakkelijkte. Dit bit was geïmplementeerd op adressignaal A30, dat actief was bij het uitvoeren van een Test and Set-instructie.
De 68012 was beschikbaar in een 84-pins PGA-behuizing en is daarmee niet pin-compatibel met de 68010 die een 68-pins PGA-behuizing had. De 68012 werd gebruikt in de Alliant FX/8-computer, die tot acht 68012-processoren kon hebben. De 68012 was niet succesvol, door enerzijds het beperkte voordeel ten opzichte van de 68010 en anderzijds een hogere kostprijs door de duurdere 84-pins PGA-behuizing. Om deze redenen maakten de meeste klanten direct de overstap naar de 68020.